# Bythopsyrna violacea
Bythopsyrna violacea är en insektsart som beskrevs av Schmidt 1904. Bythopsyrna violacea ingår i släktet Bythopsyrna och familjen Flatidae. Inga underarter finns listade i Catalogue of Life.